# Мариана Евстатиева
Мариана Евтимова Евстатиева-Биолчева е българска режисьорка, преподавателка по кино- и телевизионна режисура в Нов български университет. Почетен професор на Нов български университет (2007). Съпруга на проф. Боян Биолчев.

## Биография
Родена е на 29 август 1939 г. в Габрово. Завършила е кино- и телевизионна режисура в Полша. Работи в киноцентъра Бояна от 1971 до 1992 г. От 1996 г. преподава в Нов български университет, а от 2002 г. е председателка на Художествения съвет на БНТ.
Авторка е на над 30 документални и научнопопулярни и около 20 игрални и телевизионни филма.
Професор по кино- и ТВ режисура, директор на магистърска програма по кино и ТВ.
Мариана Евстатиева-Биолчева умира на 23 април 2024 година.

## Избрана филмография
- „Людмил и Руслана“ (6-сер. тв, 2008)
- „Принцът и просякът“ (игрален филм, 2005, сценарист Мая Даскалова)
- „Мили Бате... Писма на един дакел“ (10-сериен детски телевизионен филм, 2000, сценарист Правда Далекова, по книгата на Станка Пенчева)
- „Подлезът“ (документален филм, 1999)
- „Сватбата“ (1997)
- „Търг“ (тв, 1992)
- „Здравей, бабо“ (тв, 1991)
- „Мъже без мустаци“ (6-сер. тв, 1989)
- „Племенникът чужденец“ (1989)
- „Не се мотай в краката ми“ (1987)
- „Амиго Ернесто“ (1986)
- „Отрова в извора“ (1985)
- „Търси се съпруг за мама“ (1985)
- „Горе на черешата“ (1984)
- „Пясък“ (1984)
- „Тайната на дяволското оръжие“ (1982)
- „Похищение в жълто“ (1980)
- „Мигове в кибритена кутийка“ (1979)
- „Сбогом любов“ (3-сер. тв, 1974)
- „Тигърчето“ (1972, сценарист Васил Акьов)
- „Владислав Варненчик“ (1970)
- „Един неделен ден“ (1970)
- „Моят идеал“ (1970)
- „Ако станем невидими“ (1969)

## Награди
- 1969 – „В четири цвята за една страна“ – първа награда на фолклорния фестивал в Брюксел
- 1979 – „Мигове в кибритена кутийка“ – Сребърна награда в конкурса за детско-юношески филми в Москва
- 1981 – „Мигове в кибритена кутийка“ – Златен Лачено – XXI фестивал в Авелино, Италия
- 1981 – „Похищение в жълто“ – Наградата на публиката на XIV фестивал на детския филм в Хихон, Испания
- 1982 – „Дяволското оръжие“, по сценарий на Боян Биолчев – награда „Златен Лачено“ на МКФ в Авелино, Италия
- 1983 – „Тайната на дяволското оръжие“ – Сребърен Лачено в Авелино, Италия
- 1984 – „Горе на черешата“ – награда за детски филм на XVIII фестивал на българския игрален филм – Варна, по сценарий на Рада Москова
- 1985 – „Търси се съпруг за мама“ – сребърна награда на кинофестивала в Москва; сребърна награда на кинофестивала в Алесон, Франция
- 1987 – „Не се мотай в краката ми“ – Златна ракла на МТФ – Пловдив 1987
- 1991 – „Здравей, бабо“ – наградата на Интервизия на МТФ, по сценарий на Рада Москова
- 1997 – „Сянката на Десислава“ – отличие на фестивала на славянските православни народи – Москва